# Saúl Fajardo
Saúl Fajardo (Yacopí, 16 de octubre de 1914-Bogotá, 2 de diciembre de 1952) fue un político y guerrillero colombiano.
Fue comandante de las guerrillas liberales en Yacopí, Cundinamarca, durante los enfrentamientos bipartidistas que habían comenzado en 1946 con la llegada de Mariano Ospina Pérez a la Presidencia del país, y que se extendieron tras el asesinato de Jorge Eliécer Gaitán en 1948, dando origen a un periodo conocido como "La Violencia" que se prolongó por décadas y que está en la génesis del posterior conflicto armado en Colombia.
Seguidor del líder político Jorge Eliécer Gaitán, Fajardo fue diputado nacional por el partido Liberal Colombiano, y también corresponsal de los periódicos El Tiempo y Jornada. 
Después de haber trabajado como funcionario público, dedicó los últimos años de su vida a lucha armada en el noroccidente de Cundinamarca, proclamando la defensa de la población civil contra los abusos perpetrados por cuatreros, bandoleros y algunos sectores del estado. Sin embargo fue acusado por el gobierno conservador, contrario a su partido, de haber participado en crímenes contra los civiles de su región.
En 1952 fue asesinado por un militar mientras se encontraba en condición de prisionero en Colombia, tras habérsele negado el asilo político en Chile. Las condiciones precisas de su muerte no fueron del todo esclarecidas.

## Biografía
Saúl Fajardo nació el 16 de octubre de 1914 en Yacopí, Cundinamarca, en una familia de campesinos en la que tenía cinco hermanas. En su registro parroquial fue considerado como hijo natural ya que sus padres no estaban casados, por lo que adoptó el apellido de su madre, Belarmina Fajardo, y no el de su padre, Marcos Buitrago. Su madre falleció cuando él tenía 11 años y su padre fue asesinado en 1948 en medio de La Violencia.
En su juventud se desempeñó como jornalero en plantaciones cafeteras de su región de origen. Posteriormente tomó un curso de sanidad, y en 1941 fue designado como inspector departamental de higiene en Medina (Cundinamarca), una población del oriente del departamento. Luego fue trasladado a desempeñar sus funciones en Caparrapí, un municipio limítrofe de Yacopí. Durante sus "campañas de saneamiento" se enfrentó a parte de la población local, pero recibió el reconocimiento del ministerio de higiene del gobierno nacional.
Entre 1942 y 1943 trabajó en la inspección de higiene de Zipaquirá, y de ahí pasó a la inspección departamental de higiene de Ibama (Yacopí), donde ayudó a higienizar las escuelas de la localidad, y dispuso la construcción de letrinas.
En 1944 se trasladó a Yacopí, asumiendo como inspector de la plaza. Tras complementar su formación académica con un curso de higiene y sanidad ingresó a trabajar como enfermero a la sociedad petrolera europea Royal Dutch Shell en los llanos orientales colombianos.
Después pasó a ser miembro de la policía Nacional de Colombia, una de sus misiones fue la de impedir la invasión de migrantes del Sumapaz hacia haciendas ubicadas cerca del Nevado del Tolima en 1946. Más adelante fue sargento en la Guardia de Cundinamarca, una organización militar con límites departamentales.
Fajardo dejó el ejército tras unos años de entrenamiento que posteriormente le resultaron útiles para la organización de las guerrillas. Luego estableció una farmacia en Ibama.

### Trayectoria política
En medio de la división política que vivía Colombia en esa época, Fajardo construyó un comando gaitanista, con el cual desarrolló «una propaganda que no tardó en conquistar el afecto y las simpatías del campesinado». Desde entonces trabajó también para el periódico Jornada.
Según Fajardo, la familia Bustos que tenía un considerable poder Yacopí,  hizo que el conservador Mariano Ospina Pérez ganara las elecciones presidenciales en el municipio, a pesar de que los miembros de clan también apoyaban al liberal Gabriel Turbay, quien se enfrentaba a Gaitán en el seno del partido liberal. Este hecho fue interpretado por Fajardo como una manifestación de la división entre élites liberales y conservadoras frente a los gaitanistas.
La división liberal a nivel nacional permitió el triunfo de Ospina Pérez. Sin embargo, la proyección de Gaitán, quien se consolidó como jefe único del partido liberal, sumada a la mayoría liberal en el congreso, no permitió al conservatismo desarrollar cabalmente sus políticas.

### Bogotazo

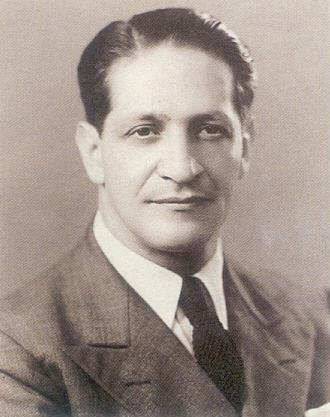
Jorge Eliécer Gaitán en 1936.
----
Fui, soy y seré mientras viva, gaitanista convencido. Nunca pudo en mi corazón, abrirse herida más tremenda y profunda que aquella que me causó la muerte del Dr. Gaitán. Saúl Fajardo.

Tras el asesinato de Jorge Eliécer Gaitán el 9 de abril de 1948, Colombia inició un periodo conocido como el  Bogotazo. A las diecinueve horas el día del magnicidio se constituyó una Junta civil presidida por Fajardo, para organizar los asuntos públicos mientras el orden jurídico continuase estando alterado. Según Fajardo, la Junta propuso proteger a los conservadores que así lo deseasen. Sin embargo, sostuvo que les respondieron «con el asesinato de nuestros copartidarios, con el saqueo de la propiedad de los infelices hasta reducirlos a la miseria y con la prisión injusta de inocentes y leales amigos».
Fue proclamado jefe único del liberalismo, por los campesinos de su región. A los 26 días la situación se normaliza y las personas regresaron a sus ocupaciones habituales gracias a que el nuevo gobierno de unión Nacional, envió señales de apaciguamiento desde Bogotá. Sin embargo, Fajardo culpó al gobierno de unión Nacional de consolidar la «bestia destructora que ha venido denominándose ejército Nacional».
Fajardo resultó elegido miembro del concejo municipal, y fue diputado nacional hasta que Ospina Pérez cerró el Congreso de Colombia el 9 de noviembre de 1949. Estando en Bogotá, Fajardo se enteró del ataque del ejército contra su farmacia: «mi casa fue totalmente destrozada; la droguería asaltada y saqueada; los mostradores hechos pedazos; los muebles de la casa, los cuadros y los enseres, destrozados. Las oficinas del directorio liberal que funcionaban allí mismo, fueron totalmente destruidas».
Entonces se instaló en las afueras de Yacopí y escribió que «las gentes comenzaron a intranquilizarse y el ritmo normal de la vida a entorpecerse. Vino pues el deseo de los habitantes de organizarse para defenderse contra aquellos esbirros al servicio de las sectas políticas». En esa situación, Fajardo se dirigió al gobernador de Cundinamarca buscando protección, pero no encontró respuesta.

### Guerrillero liberal
En las elecciones de noviembre de 1949, Fajardo no logró ser electo, y en consecuencia decidió retirarse a una finca para apartarse de la política. La violencia continuaba en la región, y Fajardo fue inculpado de instigador, por lo que fue perseguido y tratado como “bandolero”, aunque él no se reconocía como tal. Sin embargo, el gobierno continuó persiguiendole, mientras él perdía control sobre las guerrillas que dirigía. Entonces se inician los ataques de los paramilitares conocidos como Los Chulavitas contra la población, por lo que varios campesinos acudieron a él en busca de protección.
A partir del 8 de julio de 1950, Yacopí es apodado “tierra arrasada” debido a que la consigna del gobierno de “a sangre y fuego” destruye la región. En el municipio quedaron en pie la iglesia y la casa cural. Fajardo sostuvo que los ataques provenían de la policía y el ejército, y decidió fundar una colonia para trabajar y evitar la desocupación de la población. De esta forma, hasta abril de 1951 se emplearon en la colonia que se llamó La Collareja más de 4.500 jornales, pero el centro de labor agrícola fue arrasado por el ejército el 17 de junio de 1951.

### Bandolero ad hoc
Fajardo huyó con una escolta de ocho personas y sus guerrillas se limitan a la autodefensa. Es entonces cuando comenzó a firmar su correspondencia como “bandolero ad hoc”.
Buscando una señal de reconocimiento, Fajardo redactó numerosas cartas destinadas a los dirigentes del liberalismo y a varios periodistas liberales en las que pidió ayuda. También firmó dos editoriales, uno de El Liberal (10 de enero de 1951)y otro de El Tiempo (17 de octubre de 1951), en donde habló del bandolerismo y la importancia de diferenciar al “bandolero real” del que tuvo que defenderse; es decir, diferenciar al “cuatrero” del “guerrillero”.
El editorial de El Liberal sostiene al respecto lo siguiente:

“Nosotros sostenemos que el llamado “bandolerismo” es algo heterogéneo en su composición y en sus orígenes. Hay bandoleros profesionales, que están aprovechando la emergencia nacional para ejercer su oficio de salteadores de haciendas y caminos; hay gentes que desplazadas de sus tierras por la violencia política, que en su peregrinaje por campos y veredas buscan a un mismo tiempo vengar los atropellos de que fueron víctimas (…) hay antiguos guardias que encontraron más prolífico el robo que el trabajo (…) todo ese multifacético conjunto de núcleos humanos, es lo que ahora se cobija bajo el nombre de “bandolerismo”(…) el bandolerismo fue el resultado lógico, natural e inevitable de la violencia política (…) luego lo primero que se necesita hacer contra el bandolerismo, es crearle a la nación una atmósfera política distinta (…) la cuestión no se resuelve con una estrategia de tierra asada, aunque es claro que habría casos en que será imperativo el empleo de la fuerza pública.  Antes que todo hay que crear en la nación una atmósfera de seguridad, aplicar vigorosamente una política que proteja todos los ciudadanos (…) cuando esto se haya hecho, se podrá decir que los “bandoleros” son pandilla de criminales redomados y que el único camino es exterminarlos a sangre y fuego y sin contemplación alguna”.

En el otro editorial habla de la necesidad de diferenciar a los inocentes que huyen de los que ingresan a las guerrillas; los que ingresan a la guerrilla pero han incurrido en sanciones previstas en el código penal; y los criminales de guerra. También hizo público el pacto con las personas de Yacopí en el sentido de no continuar con la confrontación, que fue roto por los cuatreros. En su opinión, debido a los cuatreros, el gobierno insiste en perseguirlo.
Entre tanto, dada la delicada salud del presidente Laureano Gómez, Roberto Urdaneta fue designado a la Presidencia de Colombia, puesto que ocupó hasta junio de 1953.

### Asilo en la embajada chilena
Ante los ataques a sus guerrillas, Saúl Fajardo viajó a Bogotá con la intención de asilarse en la embajada de Chile. El 20 de marzo de 1952 pidió asilo en dicha diplomática, y el poeta Julio Barrenechea, quien era el embajador, lo dejó entrar otorgándole un asilo temporal. El subversivo fue alojado en la residencia de Barrenechea que se encontraba en el mismo edificio, donde le fue puesta a su disposición la habitación cedida por las hijas del poeta, que en ese momento eran menores de edad.
Fajardo manifestó haber entablado una cercana relación con el embajador y su familia durante las dos semanas que permaneció en la sede chilena ubicada en la avenida Caracas entre calles 34 y 35 del barrio Sagrado Corazón
en la Localidad de Santa Fe.
El gobierno de Chile, en cabeza de Gabriel González Videla, tras escuchar al embajador de Colombia en Santiago de Chile, Joaquín Estrada Monsalve, decidió no conceder el asilo. El 3 de abril la petición fue negada, y la Cancillería en Bogotá argumentó que Fajardo era un bandolero y no un guerrillero. Sin embargo el gobierno colombiano se comprometió ante su par chileno a respetar la integridad del guerrillero, como condición préalable a su entrega a las autoridades de su país.
En consecuencia, el embajador Barrenechea se abstuvo de participar en los trámites de la entrega de Fajardo, y envió un cable diplomático a González Videla: «Inhumana actitud vuestro Gobierno al negar asilo concedido por mí, provisionalmente, a un guerrillero colombiano, es incompatible con conciencia pueblo chileno, tradición nuestra Cancillería y mis personales convicciones. En consecuencia, renuncio indeclinablemente a continuar representándolo como Embajador ante Gobierno de Colombia».
Años después, el poeta recordó cuan dramática fue la entrega del sindicado. Así, Barrenechea reconoció que en el momento decisivo tomó a Fajardo en sus brazos por un momento antes de dejarlo partir, no sin manifestar tristeza por el hecho. En conversaciones con el periodista Hernán Millas dijo que Fajardo «Pudo escoger cualquiera otra embajada. Buscó la chilena, porque la creyó la más humana, la de mejor fianza. Resultó antesala de la muerte».
Sin oponer resistencia, Fajardo fue entregado a una delegación del gobierno, compuesta por civiles y militares que fueron a capturarlo frente a la sede de la embajada.

### Masacre del Alto de Ruedas
Tras la entrega de Saúl Fajardo, el presidente Roberto Urdaneta en una conferencia desde la Casa de Nariño aseguró: «El 11 de abril de 1950 se presentó este individuo a la cabeza de su cuadrilla en la vereda denominada Alto de Ruedas (Caparrapí )… Y en la madrugada del 12, todos juntos, con Fajardo a la cabeza, asaltaron seis casas de gentes pacíficas que se entregaban tranquilamente al descanso». Seguidamente, el mandatario leyó los nombres y las edades de las 17 víctimas mortales.

## Encarcelamiento y asesinato
Negado el asilo, Fajardo fue encarcelado a comienzos de abril de 1952. Compareció ante un juez especial designado para las actividades subversivas que había acometido en el noroccidente de Cundinamarca. Principalmente fue acusado de haber tomado parte en el asalto al Alto de Ruedas en Caparrapí. Para su defensa, Fajardo eligió al abogado gaitanista Guillermo Hernández Rodríguez, el decano de los liberales socialistas de Colombia, quien asumió su protección desde el mismo instante en que abandonó la embajada con destino directo a la cárcel de La Picota de Bogotá, presidio que el mismo preso eligió, y donde fue internado mientras se adelantaba la investigación en su contra. Después, a la espera de la convocatoria del consejo de guerra fue enviado a la penitenciaría de Tunja en donde se quejó de sufrir vejámenes y privaciones. En 2 de diciembre de 1952 se iniciaron las sesiones del tribunal militar en Usaquén. De dicha localidad al norte de Bogotá, Fajardo fue remitido con otros prisioneros a sus respectivos lugares de detención. El vehículo que los transportaba se detuvo en la cárcel nacional Modelo, ubicada en el barrio modelo sur (San Cristóbal), con el objetivo de dejar allí a algunos de los prisioneros, entre los que no se contaba Fajardo, ya que el debía continuar hasta la penitenciaría central.
Entonces, según el testimonio del cabo segundo Jaime Rivas que hacía parte del los guardianes que viajaban el vehículo, Fajardo empezó a alejarse, caminado primero y luego corriendo, por lo que el suboficial confesó haberle disparado toda la carga de su fusil, y dos tiros más con su revólver causándole la muerte en el mismo lugar de los hechos. Rivas dijo además que momentos antes el guerrillero le había ofrecido 2.000 pesos colombianos de la época para que lo dejara escapar, soborno que el militar rechazó.
Según algunas personalidades de la vida política de Colombia como Germán Arciniegas, la supuesta fuga, así como el intento de soborno denunciado por Rivas, solo fueron parte de un plan del gobierno nacional para asesinar impunemente al «gallardo oficial» como lo describe Arciniegas. Un día antes del asesinato de Fajardo, las Fuerzas Militares lanzaron un ataque contra la “chusma liberal” en Ibama, Yacopí y La Palma. La operación incluyó el bombardeo de Yacopí por parte de la aviación.
El cuerpo de Fajardo fue sepultado el 4 de diciembre siguiente en el cementerio Central de Bogotá. La repercusión del crimen figura como una de las causas que meses después contribuyeron al derrumbamiento del gobierno de Urdaneta. La muerte violenta del guerrillero sumada a los incendios del 6 de septiembre de 1952 en Bogotá (de los diarios El Tiempo y El Espectador, y de las casas del expresidente Alfonso López Pumarejo y del jefe Liberal Carlos Lleras Restrepo) demostraron que los desmanes de las fuerzas del estado hasta entonces sólo imputadas en regiones distantes sometidas al control militar, podían suceder también en las calles de Bogotá.
Saúl Fajardo fue condenado a 48 años de prisión, cuando reabrieron la investigación por su muerte –le aplicaron la “ley de fuga” según el comunicado oficial emitido por el presidente Urdaneta–, el encargado de dictar la condena el presidente de la Corte Suprema de Justicia de Colombia, Joaquín Estrada Monsalve quien era embajador de Colombia en Santiago de Chile cuando le negaron el asilo a Fajardo.

## Memorias y aventuras de un pobre diablo
Para contrarrestar la forma como se lo tildaba de “bandolero”, Fajardo emprendió la escritura de su diario titulado Memorias y aventuras de un pobre diablo, escrito entre 1949 y 1952. El manuscrito original permanece extraviado y se conocen únicamente dos copias que reposan incompletas e inconclusas en la Biblioteca Nacional de Colombia y en el Archivo General de la Nación. El autor aspiraba a heredar su escrito «a todos los campesinos de la región –caso que alguna mano caritativa haga imprimir éstas páginas que le dejó como recuerdo del liberalismo honrado de la región de mi provincia–».
Saúl Fajardo sostuvo que había iniciado el proceso de escritura en el monte, mientras huía del «terror oficial» y se era perseguido «por cuatreros de todos los pelajes». Ya hacia el final del documento, el autor se manifiesta abatido por la forma como se lo sigue persiguiendo y la mala imagen que de él construyen los demás.
En sus últimas páginas trata el tema de Miguel Ángel Builes, Obispo de Santa Rosa de Osos, con motivo de una de sus pastorales escritas en 1952 y divulgadas por el periódico El Tiempo. El religioso era conocido por frases como «un campesino colombiano debe ser un soldado de Dios encargado de combatir el ateísmo liberal» o «Los obispos que no defenestran desde el púlpito la apostasía roja no son más que unos perros echados» con las que ayudó a polarizar la violencia bipartidista.
Fajardo lanzó improperios contra el «irresponsable fraile» a cuyo discurso definió como una de las razones por las que no llegaba la paz en Yacopí y por el contrario sí se seguía persiguiendo los «líderes del bandolerismo».